# NGC 1159
NGC 1159 je galaksija u zviježđu Perzej.

## Vanjske poveznice
- SEDS: NGC 1159